# Aeoliscus strigatus
Az Aeoliscus strigatus a sugarasúszójú halak (Actinopterygii) osztályába, ezen belül a pikóalakúak (Gasterosteiformes) rendjébe és a szalonkahal-félék (Centriscidae) családjába tartozó faj.
Az Aeoliscus halnem típusfaja.

## Előfordulása

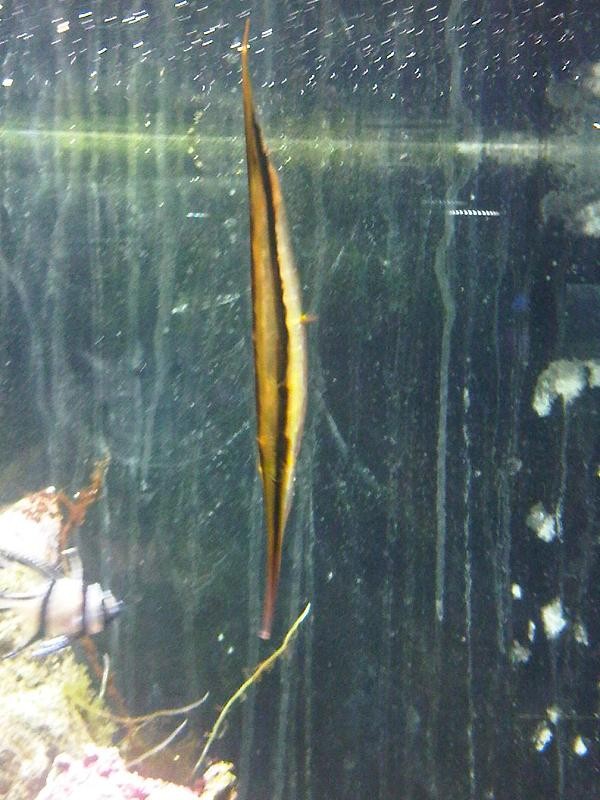
Gyakran fejjel lefelé ül, hogy sodródó száraz levélnek nézzen ki

Az Aeoliscus strigatus előfordulási területe a Csendes- és az Indiai-óceánokban van. Tanzániától és a Seychelle-szigetektől kezdve, egészen Japán déli részéig és az ausztráliai Új-Dél-Walesig sokfelé megtalálható. Elterjedésének a legkeletibb pontja Vanuatuban van.

## Megjelenése
Ez a hal legfeljebb 15 centiméter hosszú. Hátúszóján 3 tüske látható. A hal színezete élőhelyenként változó. A tengerifű között élő egyedek általában zöldessárgák, elmosódott sávokkal. Ha homokos vagy kavicsos fenéken él, akkor az Aeoliscus strigatus világos színű testén, fekete csíkok láthatók. Mivel testét átlátszó és merev lemezek borítják, a hal nem jó úszó, emiatt tengerifűnek vagy egyéb tárgynak próbálja magát álcázni. Testét függőlegesen tartja. A feje azonban mindig alul van.

## Életmódja
Trópusi és tengeri halfaj, amely a korallzátonyokon vagy ezek közelében él. Általában 2-42 méteres mélységekben fordul elő. Rajokba verődve a Diadema nembéli tengerisünök és a szarukorallok társaságát keresik, ahol menedékre lelnek. Tápláléka apró rákok és plankton.

## Felhasználása
Az Aeoliscus strigatusnak nincsen halászata, legfeljebb az akváriumok részére fognak be belőle.

## Képek

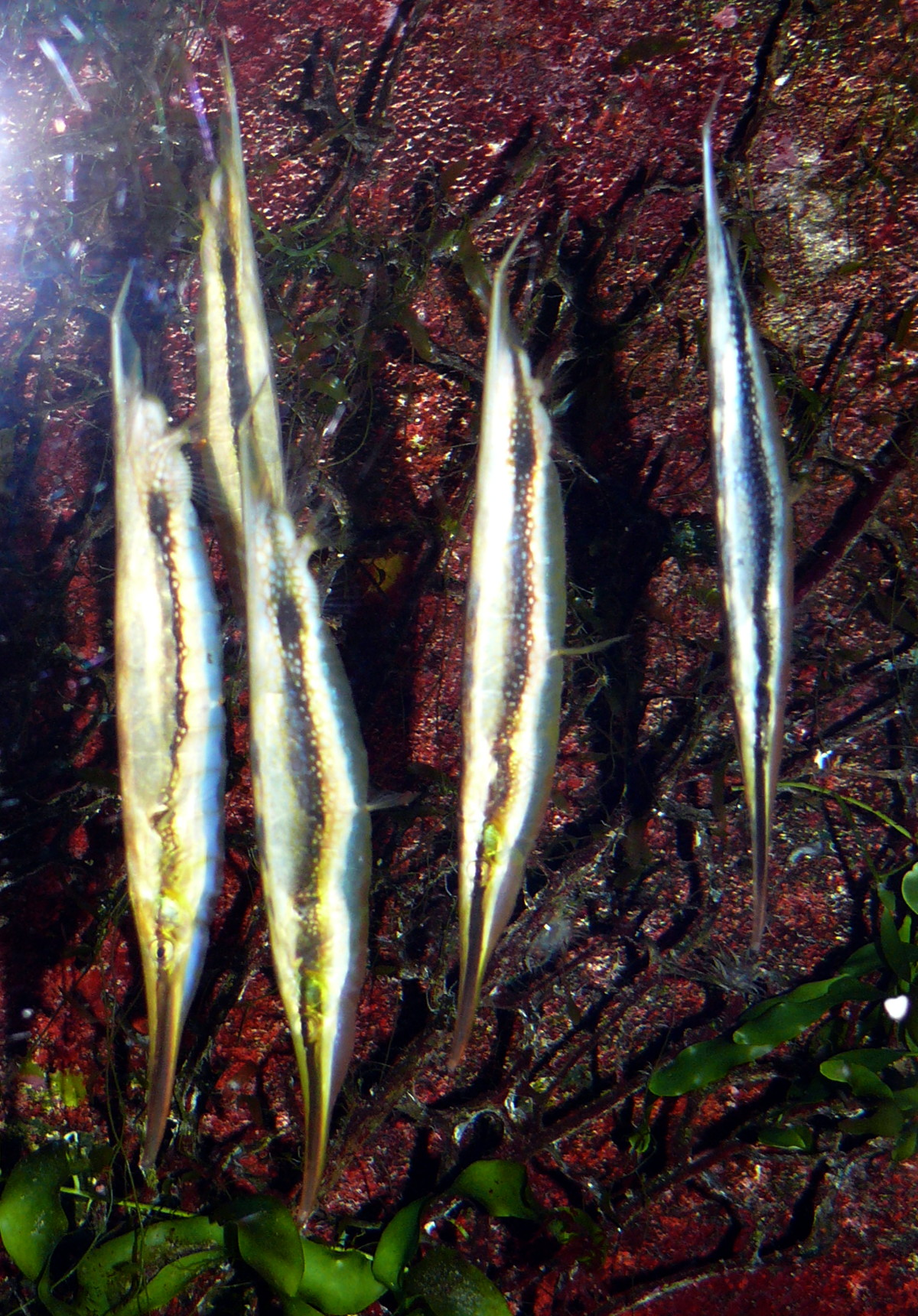
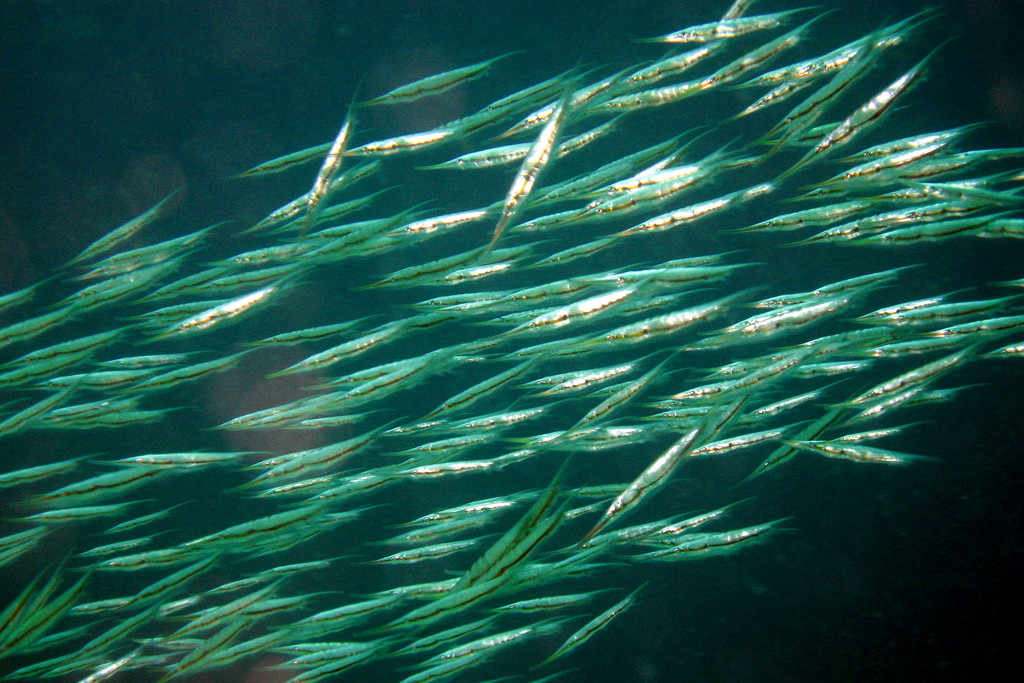
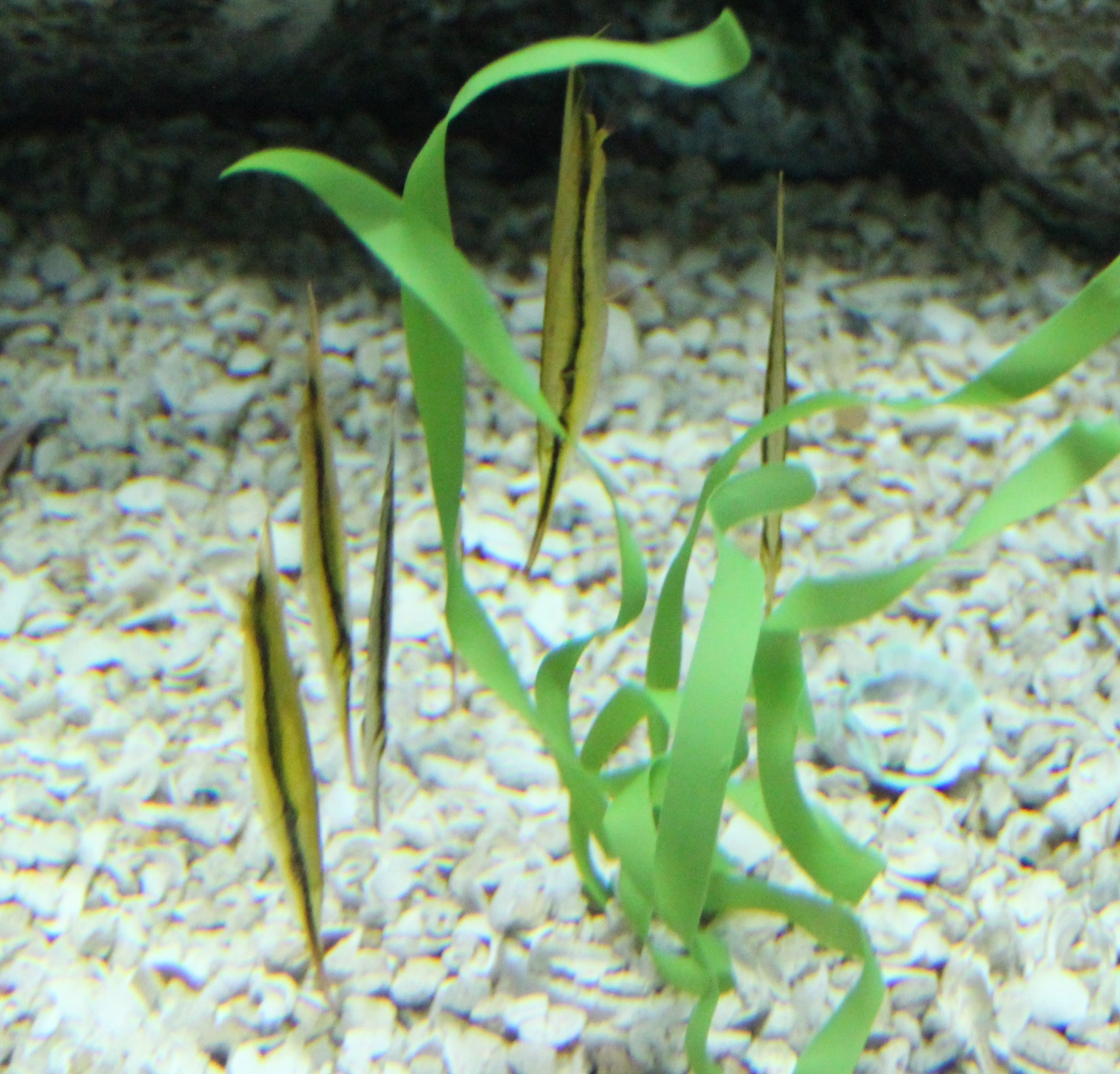
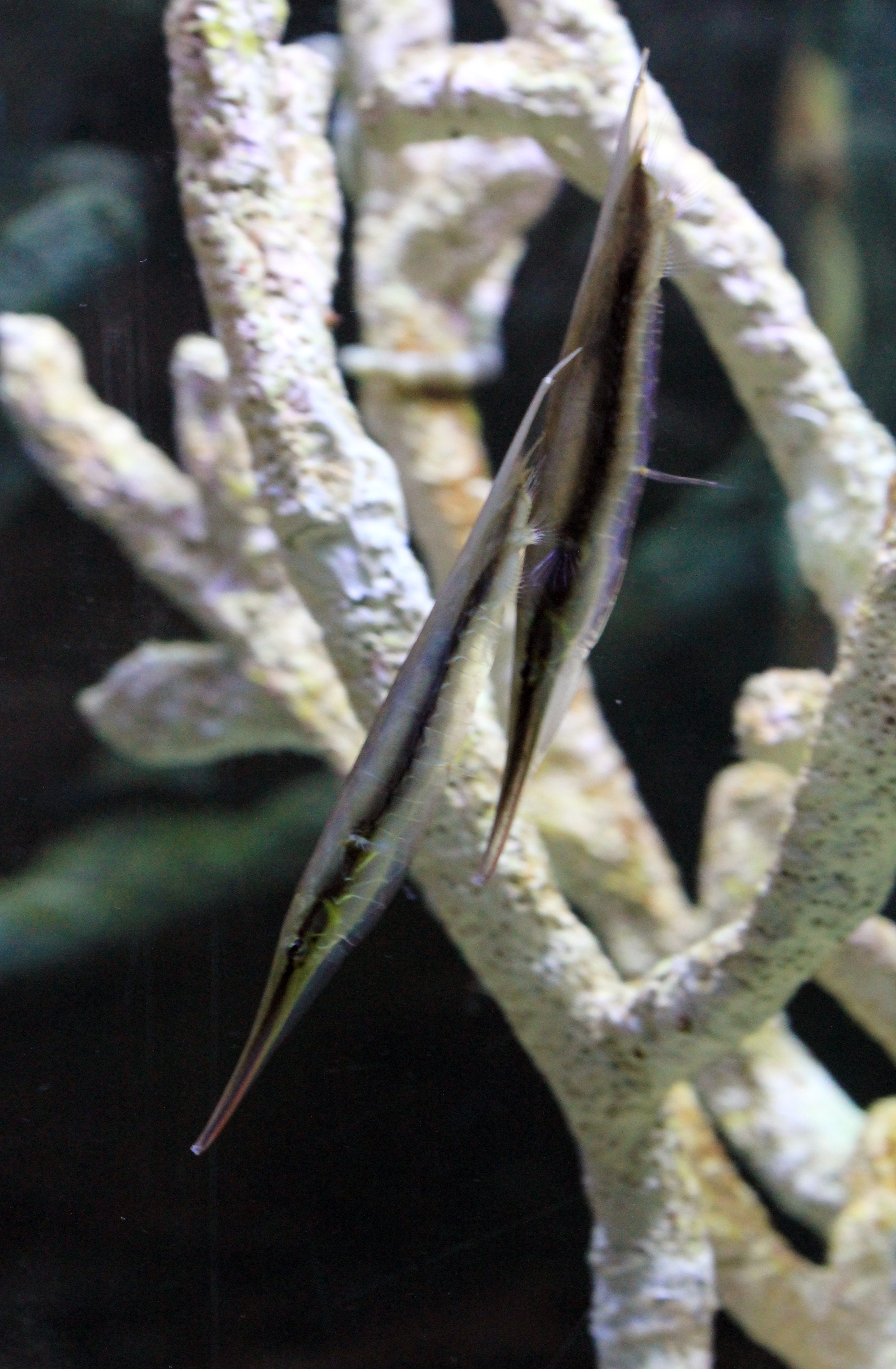
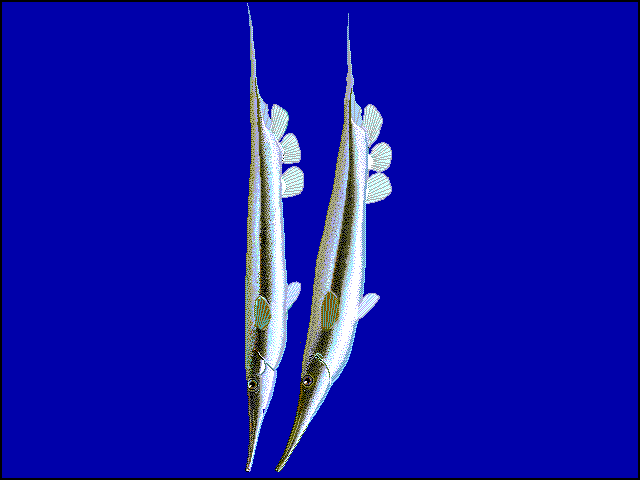
rajz a halról